# Baxter Stockman
Baxter Stockman är en figur i berättelserna om de muterade sköldpaddorna "Teenage Mutant Ninja Turtles". Baxter Stockman är en "lite rubbad vetenskapsman" som bygger så kallade mouserrobotar med råttfångst som ursprungligt syfte. Baxter Stockman har svart hudfärg, utom i 1987 års tecknade TV-serie och serietidningarna Teenage Mutant Ninja Turtles Adventures, där han är vit.

## Mirageserierna
I Mirageserierna medverkade Baxter Stockman redan i volym 1 som sociopatisk vetenskapsman utan någon koppling till Shredder. Han är en svart vetenskapsman som utvecklade mouserrobotar tillsammans med April O'Neil (som i denna version inte är reporter). Samtidigt pågår flera bankrån, där små tunnlar leder in i bankvalven. Då April upptäckte detta skickade han sina mousers efter henne. April försökte fly i en hiss, men Baxter Stockman skickade ner hissen i kloakerna. Väl där räddar sköldpaddorna henne, och stoppar hans mousers. Han arresteras.
Han återkom senare i volym 2, med teknologi från DARPA där han placerade sin hjärna i en robotkropp, och var då en form av cyborg. Han sökte sedan hämnd på sköldpaddorna, men roboten förstördes.
I volym 4 av Mirageserierna avslöjas dock att Donatello behållit de kvarstående delarna av Baxter Stockmans robotkropp och minne, gömt för hans bröder i åratal. Det visade sig att Baxter Stockman, i volym 2, injicerat April med nanobotar i hennes axel under en sammandrabbning. Nanobotarna aktiverades och började förstöra hennes kropp; de förstördes men verkade göra henne steril (även om det aldrig avslöjats om hon kommer förbli steril efter att robotarna förstördes). Donatello förstörde slutligen de kvarstående delarna av Baxter Stockman som hämnd för April, dock är det möjligt att vissa delar av Baxter Stockman kvarstår och kan manipulera elektronik och prylar.

## 1987 års tecknade TV-serie
I 1987 års serie är Baxter Stockman en vit vetenskapsman, och medverkar första gången i tredje avsnittet under säsong 1 (1987), A Thing About Rats. Han utvecklar så kallade mouserrobotar för att fånga råttor, och erbjuder sina tjänster åt Ajax Pest Control Company ("Ajax skadedjursbekämpning"). Baxter Stockman demonstrerar sina mousers i en labyrint med en råtta, och de visar sig vara för effektiva. I rädsla för arbetslöshet inom skadedjursbekämpningsbranschen kastas Baxter Stockman ut.
Dock visar sig Shredder vara intresserad, och tillsammans bygger de en stor kontrollpanel i ett ödehus, och skickar robotarna efter sköldpaddorna och Splinter. April O'Neil är i denna version en reporter utan koppling till Baxter Stockman, och då sköldpaddorna söker information om honom får hon titta i sin dator. De går hem till honom och tvingar honom att säga var Shredder, som de misstänker att han arbetar med, håller till. De stjäl Baxter Stockmans bil, som de lite senare bygger om till sköldpaddsbilen. Robotarna demolerar hela Aprils lägenhet, då Michelangelo smyger in i byggnaden och hoppar då Shredder skjuter med gevär, så att kontrollpanelen sprängs. Med den lilla fjärrkontroll till mouserrobotarna som Donatello stal från Baxter Stockman programmerar han mouserrobotarna att gå mot ödehuset. Robotarna träffar gasledningen, och ödehuset exploderar. Shredder flyr i transportmodul ner till Teknodromen, och Michelangelo överlever.
Det visar sig att Baxter Stockman senare grips. I avsnittet Return of the Shredder, säsongsöppning för säsong två (1988), kommer Shredder och befriar Baxter Stockman ur fängelset, och tillsammans bygger de om en grävmaskin till en råttfångarmaskin, för att jaga Splinter. Sköldpaddorna förstör denna och räddar Splinter.
Efter en serie misslyckanden, främst "Return of the Shredder", tetralogin om "Sartnaths öga", "The Case of the Killer Pizzas" hamnar han i bråk med Shredder och Krang. I avsnittet "Enter The Fly" ber Shredder, som befinner sig på en soppråm med Baxter Stockman, Krang att öppna dimensionsporten så att Bebop och Rocksteady kommer tillbaka till Jorden, medan han kastar Baxter Stockman genom dimensionsporten Dimension X. Baxter Stockman har just misslyckats att skapa ett kraftfält runt World Trade Center.
Krang försöker i detta avsnitt att utplåna Baxter Stockman med en maskin i Teknodromen kallad utplånaren. En fluga som råkat komma in i maskinen orsakar funktionsfel, och då flugans DNA korsas med Baxter Stockmans blir Baxter Stockman en människofluga.
Baxter Stockman är efter denna händelse inte längre en huvudfigur i den serien, men han kommer tillbaka några få gånger och då ofta för att hämnas på Krang och Shredder, men också på hela mänskligheten. Under säsong tre (1989) håller han till i underjordiska grottor, djupt under New York, tills han en dag stötte på vad först såväl han som andra vetenskapsmän trodde var ett gammalt underjordiskt tempel från en gammal civilisation. Hans upptäckt visade sig dock vara en utomjordisk rymdfarkost som kraschlandade på Jorden tusentals år tidigare. Baxter Stockman sticker iväg i rymdfarkosten mot Dimension X, men då Donatello dragit ut den pandimensionella drivvarpan före avresan hinner han aldrig så långt, utan kraschar istället på en planet där en stor spindel håller till. Baxter Stockman fastnar i spindelnätet, och det är okänt hur han flydde. Han återvände senare, och tog bland annat sköldpaddorna till fånga och band dem vid ett klocktorn och lät dem krossas i klockspelet, men sköldpaddorna flydde. (Son of Return of the Fly, säsong fyra). I avsnittet Landlord of the Flies (säsong 5) samlar han ihop stadens flugor och försöker förinta hela mänskligheten. Då kraftstationer förstörs blir det strömavbrott i New York. Sköldpaddorna stoppade till slut honom. I hans sista medverkan, Revenge of the Fly, återvänder han för att ta över datorsystemet i Teknodromen, samt låsa in Krang, Shredder, Bebop och Rocksteady i ett förråd medan Baxter Stockman stjäl Krangs mutagen och ger sig av mot New York för att mutera varenda människa till insekt som hämnd på mänskligheten. Sköldpaddorna stoppar dock honom, och återställer alla mutationer.
Baxter Stockman har i denna version en bror som heter Barney Stockman, som också är vetenskapsman och medverkar i avsnittet Raphael Knocks 'em Dead. Barney Stockman samarbetar med Pinky McFingers, och skapar en maskin som sprider skämt över New York, medan de kidnappar Raphael och tvingar honom att säga skämten. Då invånarna hysteriskt bryter ut i skratt, planerar Pinky McFingers och hans gäng att plundra staden på rikedomar. Barney Stockman liknar sin bror, och måste ofta förklara att han inte är Baxter.
I denna version läste Pat Fraley såväl Baxters som Barneys röster. På svenska lästes hans röst av Fredrik Dolk i Media Dubbs version och av Håkan Mohede i Sun Studio ABs.
Idén med Baxter Stockman korsad med en fluga anses vara hämtad från George Langelaans senare filmatiserade novell Flugan från  1958.
Baxter Stockman har medverkat i 13 avsnitt:
- A Thing About Rats
- Return of the Shredder
- The Incredible Shrinking Turtles
- It Came from Beneath the Sewers
- The Mean Machines
- Curse of the Evil Eye
- The Case of the Killer Pizzas
- Enter: The Fly
- Return of the Fly
- Bye, Bye, Fly
- Son of Return of the Fly II
- Landlord of the Flies
- Revenge of the Fly

## Archie Comics
Serietidningsversionen Teenage Mutant Ninja Turtles Adventures följer samma bakgrund som 1987 års tecknade TV-serie, då de första berättelserna är identiska (från "Turtle Tracks" till "The Incredible Shrinking Turtles"). Dock hinner han aldrig bli fluga innan nya historier utvecklas, och därefter medverkar han inte frånsett en kort tillbakablick i trilogin Future Shark.

## 2003 års animerade TV-serie
I 2003 års serie lästes hans röst av Scott Williams, följs Mirageserierna mer noga, dock har han koppling till Shredder. Då han misslyckas skär Shredder av flera kroppsdelar från honom, vilka han ersätter med mekaniska delar.
I "A Better Mousetrap" och "Attack of the Mousers" använder han sina mouserrobotar för att råna bankar men berättar för staden att mouserrobotarna finns för att göra sig av med råttproblemen. Han arbetar med Shredder. Sköldpaddorna och April (hans assistent i början av denna version) upptäcker detta och söker upp Baxter Stockman i hans högkvarter Stocktronics. Sköldpaddorna och April omringar till slut Baxter Stockman, som kallar på sina mouserrobotar, och sticker iväg. Hun stoppar dock Baxter Stockman, och släpar honom till Shredder som med en borr avlägsnar hans öga.
Baxter Stockman tar senare Raphael med hjälp av "Foot Tech-ninjor"; som använder osynlighetsutrustning. Hun stoppar Raphael, men låter honom fly då Foot Tech Ninja följer Raphael tillbaka till sköldpaddorna. Sköldpaddorna besegrar framgångsrikt ninjorna och Hun avlägsnar Baxter Stockmans vänstearm och bryter hans rygg, Baxter Stockman ersätter vänsterarmen med en robotisk protes och åtgärdar ryggskadan med en motordriven rullstol.
Stockman är i detta tillstånd kraftigt försvagad men fortsätter arbeta för att få tillgång till ett utromiskt artificiellt exoskelett, upplockad av Fotklanen i avsnittet Darkness on the Edge of Town. Efter ett överraskande anfall i avsnittet The Shredder Strikes Back vill Shredder ha bevis på att sköldpaddorna försvunnit. Baxter Stockman erbjuder att göra en DNA-analys för att bevisa detta i utbyte mot ett utromiskt artificiellt exoskelett. Shredder men hotar Baxter Stockman med ett "slutgiltigt straff" om han inte återvänder med avgörande bevis. Baxter Stockman granskar Aprils antikaffär, men hittar varken en människas eller mutants DNA. Baxter Stockman skapar då egna bevis och presenterar dem för Shredder. Shredder tror då att sköldpaddorna är döda, och ger Baxter Stockman det utromiska artificiella exoskelettet.
Baxter Stockmans arbete med Shredder handlade om egen personlig vinning, och han utvecklar sedan ett hat mot Shredder och Hun. Med det utromiska artificiella exoskelettet tänker han stärka sin makt. Planerna stoppas i avsnittet Return to New York då Baxter Stockman använder ett större artificiellt exoskelettet, med fyra robotarmar. Han anfaller sköldpaddorna överraskande, som en del i hans plan på hämnd mot Shredder. Baxter Stockman anfaller Shredders rum och slåss mot Shredder och sköldpaddorna. Trots sin styrka besegras Baxter Stockman och roboten exploderar, vilket syns på natthimlen.
Baxter Stockman återkommer i avsnittet Secret Origins, nu med bara huvudet kvar, han sitter i en spindellik robot. Roboten kontrolleras av Shredder, som med en fjärrkontroll ger Baxter Stockman elchocker om han försöker anfalla. Baxter Stockman infiltrerar TCRI-byggnaden, utromernas gömställe. Han stänger av säkerhetssystemet, saboterar och leder Shredder och hans gäng till en underjordisk stig genom vilken de kan nå byggnaden. Baxter Stockman upphäver Shredders kontroll då han får hjälp av Fugitoid, en vän till sköldpaddorna, då han ändrar sin röst för att åsidosätta Shredders röst. Baxter Stockman anfaller sedan Shredder, som han fortfarande avskyr, och hjälper till att besegra Shredder. Därefter sticker Baxter Stockman iväg.
Hans syns sedan inte igen förrän sköldpaddorna stöter på Leatherhead i avsnittet What a Croc! Hans huvud sitter nu i ett utromiskt artificiellt exoskelett, skyddad av skyddsglas. Han arbetar ensam och blir vän med Leatherhead, som han hjälper att bygga en teleportör i utbyte med hjälp att bygga sin robotkropp samt Turtlebot, en robot byggd i syfte att bekämpa sköldpaddorna. Baxter Stockmans robot byggs färdig men Baxter Stockmans knep avslöjas då Leatherhead får reda på att Baxter Stockman brukade arbeta för Shredder. Baxter Stockmans Turtlebot förstörs och han själv sticker iväg.
Vid denna tid har Baxter Stockman inte längre finansiellt och materiellt stöd av Fotklanen, och han arbetar nu istället med gangstrar i avsnittet City at War. Hans huvud sitter nu på det utromiska artificiella exoskelettet. Utan Shredder utvecklas ett gängkrig, och Baxter Stockman skapar robotar för att göra sig av med Fotklanen och Purple Dragons. Baxter Stockmans robotar förstöes, men han överlever gängkriget. Han försvinner sedan, för att återigen återvända utan kropp eller huvud. Hun, som återvänder i avsnittet Rogue in the House, placerar hans hjärna i en tank där han kan tala, höra och kommunicera men Hun och Shredder torterar honom med elchocker precis som då han övertalades att bygga Foot Mechs, robotsoldater. Dessa förstörs dock, precis som Shredders högkvarter på ett lastfartyg, och Baxter Stockman trillar ner i vattnet och hamnar på havesbotten. Han fiskas dock upp, ännu bara som hjärna i en tank, som nu uppdaterats med bland annat en robotarm och ett 360°-hologram av sitt huvud.
Trots det utvecklade fiendskapet mellan Baxter Stockman och Shredder och käsnlan av att Baxter Stockman vill hämnas, fortsätter Shredder arbeta med Baxter Stockman då han anser honom kunna bli användbar. Det hela börjar dock ändras då Shredder anställer Dr. Chaplin i avsnittet New Blood. Chaplin ser upp till Baxter Stockman, men då Shredder hotar att låta Chaplin ersätta permanent, utvecklar Baxter Stockman en distans från Chaplin. Baxter Stockman går även så långt att han saboterar Chaplins uppfinningar så. Dock skapar Chaplin ett artificiellt humanoidexoskelett med holografiskt huvud i avsnittet Mission of Gravity.
Baxter Stockman fortsätter sabotera olika uppdrag, men kommer snart att bli Agent Bishops kontakt med Fotklanen. Ett sabotage syns då Baxter Stockman placerar ett dataprogram som låser kontrollen av Shredders stjärnfarkoster i avsnittet Exodus. Då rymdfarkosten slutligen förstörs, och Baxter Stockman tror hans fiender är borta, slår han sig samman med Agent Bishop med hopp om att kunna skapa en ny kropp. Kommande tid utvecklar Baxter Stockman en ny robotkropp, med fyra armar och fyra ben.
Sedan får Bishop Baxter Stockman att skapa utomjordiska kloner, detta i avsnittet Aliens Among Us. Det genetiska materialet från dessa leder till utbrott av mutationer. Baxter Stockman, som utvlovas utrustningen han behöver för en ny människokropp, får höra att han inte kan fortsätta förrän mutationen neutraliseras. Baxter Stockman skickas sedan till New York i avsnittet Outbreak för att stoppa hotet.
Fastän han arbetar med EPF-styrkor för att stoppa mutationerna misslyckas Baxter Stockman. Fastän han får höra att han inte kan arbeta med sin kropp delar han upp sin tid, dels på att skapa en kropp och dels på att stoppa mutationerna. Agent Bishop varnar Baxter Stockman att han inte skall arbeta på kroppen förrän mutationerna stoppas, men Baxter Stockman överför sitt minne till sin nya kropp i avsnittet Insane in the Membrane.
Den nya kroppen fungerar först, men börjar sedan fungera sämre. Baxter Stockman får snart visioner av sin mor, vilket får honom att beskylla April O'Neil för alla fel. Baxter Stockman ger sig av på ett ensamuppdrag för att hämnas på April, men besegras och drunknar i East River.
Agent Bishop hjälper till att återställa Baxter Stockmans kropp, medan hans hjärna placeras i en ny cyborgkropp. Dock blir Baxter Stockman besviken över att han inte lämnades att få vila i frid. Agent Bishop tvingar Baxter Stockman att arbeta på en kur mot mutationerna. Baxter Stockman hittar aldrig någon kur, vilket dock Leatherhead gör i avsnittet "Good Genes". Då mutationen neutraliserats förstör Baxter Stockman och Agent Bishop oavsiktligt Heart of Tengu, en artefakt som användes för att kontrollera Foot Mystics. Därefter uppstår en kedjereaktion av händelser, vilket leder till att den ursprungliga Shredder återvänder.
Baxter Stockman återvänder under den femte ("försvunna") säsongen i serien, ännu anställd av Agent Bishop. I avsnittet "Membership Drive" lyckas han omprogrammera den återaktiverade Nano (funnen under en EPF-operation), ödesdigra resultat (Då Nano stuckit iväg, säger Agent Bishop att han började förstå varför Shredder fortsatte avlägsna Bater Stockmans kroppsdelar). Senare, i den tvådelade säsongsavslutningen, hjälper han till viss del sköldpaddorna mot en återuppväckt demon-Shredder.
I avsnittet Head of State, som utspelar sig år 2105, är Baxter Stockman fortfarande anställd av Agent Bishop, och har skapat organiska mousers för att bekämpa utomjordingar. Då han oavsiktligt utlöst en biokemisk reaktion lämnas han av Agent Bishop, men räddas av en utomjording. Baxter Stockman, i form av en hjärna, återvänder senare för att söka hämnd med hjälp av sina organiska mousers. Han är nära att döda Agent Bishop by. Därefter arbetar Baxter på USA:s jordbruksdepartement, som är intresserade av hans mousers, och kan tänka sig att honom en ny kropp.
Baxter Stockman har medverkat i 35 avsnitt:
- A Better Mousetrap
- Attack of the Mousers
- The Way of Invisibility
- Tales of Leo
- Return to New York Part 1
- Return to New York Part 2
- Return to New York Part 3
- Secret Origins Part 1
- Secret Origins Part 2
- Secret Origins Part 3
- What a Croc!
- City at War Part 1
- City at War Part 2
- City at War Part 3
- Rogue in the House Part 1
- Rogue in the House Part 2
- Nobody's Fool
- New Blood
- Mission of Gravity
- Hun on the Run
- Same As It Never Was
- Exodus Part 1
- Exodus Part 2
- Dragon's Brew
- Bad Day
- Aliens Among Us
- Outbreak
- Insane in the Membrane
- Adventures in Turtle Sitting
- Good Genes Part 1
- Good Genes Part 2
- Membership Drive
- Enter The Dragons Part 1
- Enter The Dragons Part 2
- Head of State

## 2012 års TV-serie
I 2012 års TV-serie, är det Phil LaMarr som läser rösten. Även här förvandlas han senare till en flugmutant.

## Film

### 2014
I 2014 års film medverkar Baxter Stockman, och gör ett kortframträdande som en av Eric Sacks vetenskapsmän. Hans roll spelas av K. Todd Freeman.

### 2016
Tyler Perry skall spela Baxter Stockman i 2016 års långfilm.

## Dator- och TV-spel
Baxter Stockman medverkar i flera av de klassiska Turtlesspelen. Han är oftast en boss eller miniboss :
- I det ursprungliga arkadspelet möter man Baxter Stockman i sin mänskliga skepnad på tredje banan (i kloakerna). Han flyger i en liten farkost och släpper ut mouserrobotar för att anfalla sköldpaddorna. Då spelet släpptes till NES ersattes returen med Rocksteady och Bebop i parkeringshuset med andra strid mot Baxter Stockman. nu som flugmutant.
- I Teenage Mutant Ninja Turtles: Fall of the Foot Clan till Game Boy, medverkar Baxter som flugmutant på tredje banan (vägen). Han flyger fram och tillbaka och skjuter.
- I Teenage Mutant Ninja Turtles II: Back from the Sewers till Game Boy, är Baxter Stockman miniboss på bana 5.
- I Teenage Mutant Ninja Turtles: The Manhattan Missions syns Baxter Stockman i sin mänskliga skepnad då man slåss mot Leatherhead.
- I Teenage Mutant Ninja Turtles: Turtles in Time är Baxter Stockman som flugmutant boss på första banan (byggarbetsplatsen). Han säger före striden "Terminate the turtles!" ("Gör slut på sköldpaddorna!). Han anfaller från luften och skjuter, först med ett vanligt maskingevär och sedan ett vapen som skjuter energi.
- I Teenage Mutant Ninja Turtles: The Hyperstone Heist till Sega Mega Drive/Sega Genesis är Baxter Stockman fjärde bossen. Han flyger runt i en maskin och släpper ner mouserrobotar (ungefär som i det första arkadspelet).
- Flugversionen av Baxter Stockman syns i bakgrunden på en bana i SNES-versionen av Teenage Mutant Ninja Turtles: Tournament Fighters.
- Förutom mellanakter är han även boss i Teenage Mutant Ninja Turtles, baserat på 2003 års TV-serie.
- Han medverkar i mellanakter i Teenage Mutant Ninja Turtles (Game Boy Advance), baserat på 2003 års TV-serie.
- Han medverkar som boss i Teenage Mutant Ninja Turtles 2: Battle Nexus till Game Boy Advance som näst sista bossen.
- Han medverkar som boss i Teenage Mutant Ninja Turtles: Arcade Attack.